# 香川県道244号先林姫浜線
香川県道244号先林姫浜線（かがわけんどう244ごう さきばやしひめはません）は、香川県観音寺市を通る一般県道である。

## 概要

### 路線データ
- 起点：香川県観音寺市大野原町花稲（香川県道21号丸亀詫間豊浜線上）
- 終点：香川県観音寺市豊浜町姫浜（須賀交差点、国道377号交点、香川県道243号豊浜停車場線終点）
- 総延長：0.912 km

## 路線状況

### 重複区間
- 香川県道21号丸亀詫間豊浜線（観音寺市大野原町花稲（起点） - 観音寺市豊浜町姫浜・須賀交差点）
- 香川県道243号豊浜停車場線（観音寺市豊浜町姫浜）

## 地理

### 通過する自治体
- 観音寺市

### 交差する道路
| 交差する道路                                     | 交差する場所 | 交差する場所      |
| ------------------------------------------------ | ------------ | ----------------- |
| 香川県道21号丸亀詫間豊浜線 重複区間起点          | 大野原町花稲 |                   |
| 国道11号 香川県道21号丸亀詫間豊浜線 重複区間終点 | 豊浜町姫浜   | 須賀交差点        |
| 香川県道243号豊浜停車場線 重複区間起点           | 豊浜町姫浜   |                   |
| 国道377号 香川県道243号豊浜停車場線 重複区間終点 | 豊浜町姫浜   | 須賀交差点 / 終点 |

### 沿線
- 三豊総合病院
- JR四国予讃線 豊浜駅